# 今泉貞雄
今泉 貞雄（いまいずみ さだお、1906年（明治39年）7月4日 - 1995年（平成7年）1月28日）は、日本の技術者、実業家、政治家。衆議院議員（1期）。

## 経歴
福島県安積郡桑野村（現郡山市）で、農家の7人兄弟の末子として生まれた。小学校卒業後、進学を希望していたが家庭の経済状況が許さず、上京して丁稚奉公を行う。奉公先の好意で夜間学校に通学し、種々の職業を経ながら1929年（昭和4年）日本大学専門部工科機械科を卒業した。
三共に入社しオートバイ部門で勤務。その後、中島飛行機荻窪工場社員、新田 (株) 昭和内燃機製作所工場長を歴任。中野友禮の資金援助を受けて1938年（昭和13年）今泉精機を東京葛飾に設立し、白河分工場も設けたが終戦に伴い閉鎖して帰郷した。
戦後、郡山に工作機械工場、精密機械工場を建設し、化粧品製造販売も行った。今泉産業社長、郡山商工会議所会頭などに在任。その他、福岡県南スポーツ連盟会長、同野球連盟会長、福島県体育協会副会長なども務めた。
また、今泉牧場を経営し競走馬の生産を行い、日本中央競馬会福島県馬主協会長、日本軽種馬協会副会長などに在任した。
1949年（昭和24年）1月、第24回衆議院議員総選挙で福島県第1区から民主自由党所属で出馬して当選し、衆議院議員に1期在任した。
1986年秋の叙勲で勲四等旭日小綬章受章。

## 国政選挙歴
- 第24回衆議院議員総選挙（福島県第1区、1949年1月、民主自由党）当選[4][5]
- 第25回衆議院議員総選挙（福島県第1区、1952年10月、自由党）落選[4][7]
- 第26回衆議院議員総選挙（福島県第1区、1953年4月、自由党）落選[7]